# Крижень мадагаскарський
Крижень мадагаскарський (Anas melleri) — вид водоплавних птахів родини качкових (Anatidae). Ендемік Мадагаскару.

## Поширення
Вид поширений на східному та північному високогір’ях у східних дренажних системах. Існують популяції на ізольованих масивах на західних краях плато. Записи із заходу плато, ймовірно, відноситься до бродячих або мандрівних птахів. Цей вид здебільшого веде осілий спосіб життя, хоча є деякі записи із західного узбережжя, де він зазвичай не зустрічається, що свідчить про те, що він може певною мірою кочувати в межах Мадагаскару. Інтродукована популяція на Маврикії зараз, ймовірно, вимерла. За оцінками, чисельність популяції становить 2000-5000 птахів.
Цей вид трапляється у внутрішніх прісноводних водно-болотяних угіддях від рівня моря до 2000 м. Найчастіше зустрічається в невеликих струмках, що течуть на схід від високого плато, але також мешкає в озерах, річках, лісових ставках і болотах, особливо у вологих лісистих районах. Іноді його можна знайти на рисових полях. Він віддає перевагу повільно текучій воді, але буде мешкати у струмках і річках, що рухаються швидше, коли бажане середовище існування недоступне.

## Опис
Ці птахи не виявляють статевого диморфізму, оперення плямисте коричневе і за зовнішнім виглядом вони дуже нагадують самку крижня звичайного (Anas platyrhynchos), однак, на відміну від більшості інших видів крижня, у них відсутні типові брови. Махові пір'я мають зелене дзеркало з білою окантовкою. Ноги помаранчеві, дзьоб оливково-зелений.

## Розмноження
Крижень мадагаскарський розмножується протягом більшої частини року, за винятком травня-червня; натомість популяція, яка мешкає на острові Маврикій, розмножується в жовтні та листопаді.
Під час сезону розмноження він стає жорстко територіальним, пари залишаються разом, поки молодняк не стане самостійним.